# Michał Kopczyński
Michał Kopczyński (Zamość, 1992. június 15. –) lengyel labdarúgó, a Warta Poznań középpályása.

## Pályafutása
Kopczyński a lengyelországi Zamość városában született. Az ifjúsági pályafutását a Legia Warszawa akadémiájánál kezdte.
2012-ben mutatkozott be a Legia Warszawa első osztályban szereplő felnőtt keretében. A 2014–15-ös szezonban a Wigry Suwałki, míg a 2018–19-es szezonban az ausztrál első osztályban érdekelt Wellington Phoenix csapatát erősítette kölcsönben. 2019-ben az Arka Gdyniához igazolt. 2020. március 4-én, a Piast Gliwice ellen 1–0-ra elvesztett bajnokin debütált.
2020. augusztus 20-án a Warta Poznań szerződtette. Először a 2021. január 30-ai, Cracovia ellen 1–0-ra megnyert mérkőzésen lépett pályára. Első gólját 2022. április 29-én, a Piast Gliwice ellen 3–2-re elvesztett találkozón szerezte meg.

## Statisztikák
2022. augusztus 20. szerint
| Klub                            | Szezon   | Osztály     | Bajnokság | Bajnokság | Kupa és Ligakupa | Kupa és Ligakupa | Nemzetközi | Nemzetközi | Összesen | Összesen |
| Klub                            | Szezon   | Osztály     | Meccs     | Gól       | Meccs            | Gól              | Meccs      | Gól        | Meccs    | Gól      |
| ------------------------------- | -------- | ----------- | --------- | --------- | ---------------- | ---------------- | ---------- | ---------- | -------- | -------- |
| Legia Warszawa                  | 2012–13  | Ekstraklasa | 1         | 0         | 1                | 1                | —          | —          | 2        | 1        |
| Legia Warszawa                  | 2013–14  | Ekstraklasa | 2         | 0         | 0                | 0                | —          | —          | 2        | 0        |
| Legia Warszawa                  | 2015–16  | Ekstraklasa | 2         | 0         | 3                | 0                | —          | —          | 5        | 0        |
| Legia Warszawa                  | 2016–17  | Ekstraklasa | 31        | 0         | 0                | 0                | 11         | 0          | 42       | 0        |
| Legia Warszawa                  | 2017–18  | Ekstraklasa | 17        | 0         | 5                | 0                | 3          | 0          | 25       | 0        |
| Legia Warszawa                  | Összesen | Összesen    | 53        | 0         | 9                | 1                | 14         | 0          | 76       | 1        |
| Wigry Suwałki (kölcsönben)      | 2014–15  | I Liga      | 26        | 3         | 0                | 0                | —          | —          | 26       | 3        |
| Wellington Phoenix (kölcsönben) | 2018–19  | A-League    | 23        | 0         | 1                | 0                | —          | —          | 24       | 0        |
| Arka Gdynia                     | 2019–20  | Ekstraklasa | 11        | 0         | 0                | 0                | —          | —          | 11       | 0        |
| Warta Poznań                    | 2020–21  | Ekstraklasa | 7         | 0         | 0                | 0                | —          | —          | 7        | 0        |
| Warta Poznań                    | 2021–22  | Ekstraklasa | 26        | 2         | 0                | 0                | —          | —          | 26       | 2        |
| Warta Poznań                    | 2022–23  | Ekstraklasa | 6         | 1         | 0                | 0                | —          | —          | 6        | 1        |
| Warta Poznań                    | Összesen | Összesen    | 39        | 3         | 0                | 0                | 0          | 0          | 39       | 3        |
| Összesen                        | Összesen | Összesen    | 152       | 6         | 10               | 1                | 14         | 0          | 176      | 7        |

## Sikerei, díjai
Legia Warszawa
- Ekstraklasa
  - Bajnok (5): 2012–13, 2013–14, 2015–16, 2016–17, 2017–18

- Lengyel Kupa
  - Győztes (3): 2012–13, 2015–16, 2017–18

- Lengyel Szuperkupa
  - Döntős (5): 2012, 2014, 2015, 2016, 2017